# شاب بالغ (فلم)
شاب بالغ (بالإنجليزية: Young Adult) هو فيلم كوميدي تم إنتاجه في الولايات المتحدة وصدر في سنة 2011. الفيلم من إخراج جيسون رايتمان وكتابة ديابلو كودي. من بطولة تشارليز ثيرون وباتريك ويلسون وإليزابيث ريزر.
الفيلم حاصل على تقييم 6.6 في قاعدة بيانات الأفلام على الإنترنت ومن بطولة تشارليز ثيرون وباتريك ويلسون، من خلال اداء تشارليز ثيرون الباهر فـي الفيلم ترشحت من خلاله لـ جائزة الـ ( جائزة غولدن غلوب ).

## قصة الفيلم
بعد ماشعرت مافيس غاري بالملل من حياتها واشتياقها لحياتها القديمة ارادت ان توقف كل نشاطاتها واعمالها اليومية والسعي وراء الماضي السعيد لكن الماضي عند عودتها له لم يكن كما توقعت.

## فريق العمل
- تشارليز ثيرون بدور Mavis Gary
- باتريك ويلسون بدور Buddy Slade
- باتن أوزوالت بدور Matt Freehauf
- إليزابيث ريزر بدورBeth Slade

## الميزانية والإيرادات
بلغت تكلفة إنتاج الفيلم حوالي 12 مليون دولار بينما حقق أرباحا تقدر بـ 22.65 مليون دولار.

## وصلات خارجية
- مقالات تستعمل روابط فنية بلا صلة مع ويكي بيانات